# Shaolin and Wu Tang
Shaolin and Wu Tang (ch. 少林與武當, Shao Lin yu Wu Dang) – film kung-fu wydany w 1981 roku w reżyserii Liu Chia-Hui.
Sample z filmu zostały użyte na debiutanckim albumie zespołu Wu-Tang Clan